# Rangerville
Rangerville è un comunità non incorporata degli Stati Uniti d'America, situata nella contea di Cameron dello Stato del Texas. La popolazione era di 203 al censimento del 2000, quando era ancora indicato come un villaggio. Rangerville può essere incluso come parte delle aree metropolitane di Brownsville-Harlingen-Raymondville e Matamoros-Brownsville.
La città è governata da un sindaco e due assessori, non ha tasse e non fornisce servizi.

## Geografia fisica
Rangerville è situata a 26°06′11″N 97°44′20″W (26.103104, -97.738982).
Secondo lo United States Census Bureau, la città ha un'area totale di 3,5 miglia quadrate (9,1 km²), di cui 3,5 miglia quadrate (9,1 km²) di terreno e 0,04 miglia quadrate (0,10 km², 0.56%) d'acqua.

## Società

### Evoluzione demografica
Secondo il censimento del 2000, c'erano 203 persone, 57 nuclei familiari, e 47 famiglie residenti nella città. La densità di popolazione era di 57,6 persone per miglio quadrato (22,2/km²). C'erano 66 unità abitative a una densità media di 18,7 per miglio quadrato (7,2/km²). La composizione etnica della città era formata dal 65,02% di bianchi, il 3,45% di afroamericani, il 29,56% di altre razze, e l'1.97% di due o più etnie. Ispanici o latinos di qualunque razza erano il 77,34% della popolazione.
C'erano 57 nuclei familiari di cui il 38,6% avevano figli di età inferiore ai 18 anni, il 70,2% erano coppie sposate conviventi, l'8.8% aveva un capofamiglia femmina senza marito, e il 15,8% erano non-famiglie. Il 12,3% di tutti i nuclei familiari erano individuali e il 3,5% aveva componenti con un'età di 65 anni o più che vivevano da soli. Il numero di componenti medio di un nucleo familiare era di 3,56 e quello di una famiglia era di 4,00.
La popolazione era composta dal 30,5% di persone sotto i 18 anni, il 10,3% di persone dai 18 ai 24 anni, il 25,6% di persone dai 25 ai 44 anni, il 25,6% di persone dai 45 ai 64 anni, e il 7,9% di persone di 65 anni o più. L'età media era di 33 anni. Per ogni 100 femmine c'erano 101,0 maschi. Per ogni 100 femmine dai 18 anni in giù, c'erano 95,8 maschi.
Il reddito medio di un nucleo familiare era di 30.357 dollari, e quello di una famiglia era di 30.357 dollari. I maschi avevano un reddito medio pro capite di 25.781 dollari contro i 22.500 dollari delle femmine. Il reddito medio pro capite era di 18.185 dollari. Circa il 28,6% delle famiglie e il 32,6% della popolazione erano sotto la soglia di povertà, incluso il 44,3% of those under the age of 18 e il 54,5% of those 65 o over.